# Skolan för datavetenskap och kommunikation
Skolan för datavetenskap och kommunikation (Computer Science School (CSC)) var en skola tillhörande Kungliga Tekniska Högskolan i Stockholm. Skolan skapades år 2005 genom en sammanslagning av de tre institutionerna; NADA (Institutionen för numerisk analys och datalogi), TMH (Institutionen för tal, musik och hörsel) samt Enheten för Språk och kommunikation. Skolchef (dekan) var prof. Jan Gulliksen. Skolan bedrev civilingenjörsutbildningarna inom Datateknik och Medieteknik samt sex stycken masterprogram varav två på svenska. Skolan bedrev forskning i sex centra.
2009 fick skolan Högskoleverkets utmärkelse Framstående utbildningsmiljö för sitt arbete med nya och varierade metoder och för att studentinflytandet fungerade väl.
1 januari 2018 sammanslogs skolan med Skolan för informations- och kommunikationsteknik och Skolan för elektro- och systemteknik för att bilda den nya Skolan för elektroteknik och datavetenskap. Efter denna omorganisation har KTH endast fem skolor.

## Avdelningar
- Beräkningsbiologi
- Datorseende och robotik
- High Performance Visualization and Performance
- Medieteknik och interaktionsteknik
- Teoretisk datalogi
- Tal, musik och hörsel

## Forskningscentra
- CAS - Centre for Autonomous Systems
- CESC - Centre for Sustainable Communications
- COT - Centrum för Opera och Teknik
- Green Leap
- PDC - Parallelldatorcentrum
- VIC Sthlm - VIC KTH